# Frank Reiland
Frank Reiland (* 25. Oktober 1967 in Trier) ist ein Brigadegeneral der Luftwaffe der Bundeswehr und seit dem 27. August 2021 Abteilungsleiter III (Personalführung Offiziere) im Bundesamt für das Personalmanagement der Bundeswehr in Köln.

## Militärische Laufbahn

### Ausbildung und erste Verwendungen
Reiland trat nach dem Abitur 1987 bei der 6./Luftwaffenausbildungsregiment 3 in Roth als Offizieranwärter in die Bundeswehr ein. Nach seiner Offizierausbildung von 1987 bis 1988 absolvierte er das Studium der Berufs- und Wirtschaftspädagogik von 1988 bis 1992, welches er als Diplom-Pädagoge (univ.) abschloss. Er durchlief verschiedene Verwendungen im Objektschutz der Luftwaffe, unter anderem in Funktionen als Zugführer in der Luftwaffensicherungsstaffel Brekendorf der Radarführungsabteilung 13 sowie als Lehroffizier Objektschutz an der Infanterieschule in Hammelburg und an der Offizierschule der Luftwaffe in Fürstenfeldbruck.
Von 1995 bis 1997 war er Einheitsführer der Luftwaffensicherungsstaffel „Memmingerberg“ im Jagdbombergeschwader 34 „Allgäu“ in Memmingen. In diese Zeit fiel dabei auch die strukturbedingt notwendige Fusionierung der zweiten Objektschutzeinheit des Verbands mit Reilands Staffel, die durch ihn zu vollziehen war.

### Dienst als Stabsoffizier
Von 1999 bis 2001 wurde Reiland im 44. Generalstabsdienstlehrgang der Luftwaffe an der Führungsakademie der Bundeswehr in Hamburg zum Offizier im Generalstabsdienst ausgebildet. Seinen Dienst als Stabsoffizier führte ihn in den nächsten Jahren durch Verwendungen des Personalmanagements und der Organisation, so als Abteilungsleiter Personal (A1) des Kommando 4. Luftwaffendivision, als Dezernatsleiter im Luftwaffenführungskommando sowie als Referent im Bundesministerium der Verteidigung (PSZ I 5). Von 2006 bis 2009 erhielt Reiland als Bataillonskommandeur des I./Luftwaffenausbildungsregiment erneut ein Truppenkommando, bevor er im Anschluss daran zum zweiten Mal im Bundesministerium der Verteidigung (Fü L I 1) eingesetzt wurde. 2011 erfolgte Reilands Beförderung zum Oberst, in seiner Funktion als Gruppenleiter Strukturplanung im Luftwaffenamt fiel ihm dabei auf diesem Dienstposten die Umsetzung der organisatorischen Neugestaltung der Luftwaffenstruktur zu. Nach zwei weiteren Verwendungen als Referatsleiter für Organisationsfragen im Kommando Luftwaffe und als zuständiger Unterabteilungsleiter Personal im Kommando Streitkräftebasis wurde Reiland ab 2015 dann als Referatsleiter P I 1 (Personalstrategie) ein drittes Mal im Bundesministerium der Verteidigung eingesetzt. Hier verantwortete er u. a. die personelle Ausgestaltung der durch die Bundesministerin der Verteidigung Ursula von der Leyen initiierten Trendwende Personal, die Steuerung und Lenkung der Umsetzung der Personalstrategie der Bundeswehr sowie die Fortführung der Attraktivitätsagenda der Bundeswehr.

### Dienst als General
Zum 17. Oktober 2018 wechselte Reiland auf den Dienstposten des Abteilungsleiters II (Personalgewinnung) im Bundesamt für das Personalmanagement der Bundeswehr, wo er unter anderem mit der wettbewerbsfähigen Modernisierung des Recruiting der Bundeswehr betraut war. In derselben Dienststelle trat er im August 2021 seine zweite Verwendung als Brigadegeneral an und wurde Abteilungsleiter III (Personalführung Offiziere). Nur zwei Wochen, nachdem ihn Staatssekretär Nils Hilmer zum Leiter der Taskforce Personal eingesetzt hatte, trat Reiland von diesem Amt zurück. Nach eigenen Angaben erfolgte dies aufgrund einer geplanten Medienberichterstattung über Vorwürfe der sexuellen Belästigung. Der Fall soll anonymisiert bereits in den Bericht der Wehrbeauftragten zum Jahr 2022 Eingang gefunden haben.

## Privates
Reiland ist verheiratet und hat zwei Töchter.